# Camillo Minieri Riccio
Camillo Minieri Riccio (Nápoles, 18 de octubre de 1813-Nápoles, 6 de mayo de 1882) fue un historiador y archivista italiano.

## Biografía
Nació el 18 de octubre de 1813 en Nápoles, hijo de Giovanni Minieri, procedente de una familia noble de los Abruzos, y Carolina Riccio, descendiente de Michele Riccio, un jurista e historiador de los siglos xv y xvi. Estudió derecho en su ciudad natal y, tras graduarse el 14 de junio de 1834, comenzó a ejercer de forense con el jurista Pasquale Borrelli. En 1848, fue nombrado secretario de la Real Biblioteca Borbónica; en 1860, miembro de la comisión del Museo y Biblioteca Nacional de Nápoles; al año siguiente, director de la Biblioteca Palatina de la misma ciudad; en 1863, director de la Biblioteca di San Giocomo, y, en 1874, superintentente del Archivo del Estado de Nápoles. Falleció el 6 de mayo de 1882 a causa de una enfermedad cardíaca en su ciudad natal.
La mayor parte de su obra a partir de 1846 se centra en el estudio del Reino de Nápoles bajo la Casa de Anjou-Sicilia, desde Carlos I hasta Juana II.